# Політика (в управлінні)
Політика в управлінні — це система принципів, що застосовуються для керування рішеннями та досягнення конкретних результатів. Політика — це заява про наміри, яка реалізується в вигляді процедур або протоколу. Політика зазвичай приймається органом управління в цілях організації. Політика може сприяти як суб'єктивному, так і об'єктивному прийняттю рішень. Політика, яка допомагає при суб'єктивному прийняттю рішень, зазвичай використовується вищим керівництвом для прийняття рішення, які мають базуватися на відносних заслугах ряду факторів, і в результаті їх важко об'єктивно випробувати (наприклад, політика балансування праці та життя). Навпаки, політика, що допомагає об'єктивному ухваленню рішень, зазвичай мають оперативний характер і можуть бути об'єктивно перевірені (наприклад. політика паролювання).
Цей термін може застосовуватися до державних установ, організацій та груп приватного сектору, а також до окремих осіб. Президентські розпорядження, політика корпоративної конфіденційності та парламентські накази є прикладами політики. Політика відрізняйя від правил чи законів. Незважаючи на те, що закон може примушувати або забороняти поведінку (наприклад, закон, який вимагає сплати податків із доходу), політика просто спрямовує дії до тих, хто, найімовірніше, досягне бажаного результату.[джерело?]
Політика та політичне дослідження також можуть посилатися на процес прийняття важливих організаційних рішень, включаючи визначення різних альтернатив, таких як політичні програми або першочергові витрати, і вибір серед них, базуючись на основі впливу, який вони матимуть. Політика може розглядатися як політичні, управлінські, фінансові та адміністративні механізми, спрямовані на досягнення чітких цілей. У державних корпоративних фінансах, критична облікова політика — це політика для фірми / компанії або галузі, яка, як вважається такою, що виключно високий суб'єктивний елемент, і що суттєво впливає на фінансову звітність.[джерело?]

## Вплив

### Передбачувані наслідки
Передбачувані наслідки політика різниться залежно від організації та контексту, в якому вона здійснюються. Загалом, політика, як правило, встановлюється, щоб уникнути певних негативних наслідків, які помітили в роботі організації, або шукати певні позитивні вигоди.[джерело?]
Політика корпоративних закупівель наводить приклад того, як організації намагаються уникнути негативних наслідків. Багато великих компаній мають політику, згідно якої всі покупки, що перевищують певну вартість, повинні виконуватися за допомогою процесу купівлі. Забезпечуючи цей стандартний процес придбання за допомогою політики, організація може обмежувати витрати та стандартизувати свій спосіб придбання.[джерело?]
Штат Каліфорнія наводить приклад політики отримання вигод. Останніми роками чисельність гібридних автомобілів у Каліфорнії різко зросла, частково через зміни політики у Федеральному законі, що передбачали надання податкових пільг у розмірі 1500 доларів США (з поступовим припиненням), а також використання смуг автомобілів високого рівня для гібридних власників. (не путати з гібридними транспортними засобами). У цьому випадку організація (штату / або федерального уряду) створила ефект (збільшення власності та використання гібридних транспортних засобів) через політику (податкові пільги, смуги шосе).[джерело?]

### Непередбачувані наслідки
Політика часто має побічні ефекти або непередбачувані наслідки. Оскільки середовища, на які спрямована політика впливу або маніпулювання, як правило, є складними адаптивними системами (наприклад, урядами, суспільствами, великими компаніями), зміна політики може мати протилежні результати. Наприклад, уряд може прийняти політичне рішення щодо підвищення податків, сподіваючись збільшити загальні податкові надходження. Залежно від розміру податкового збільшення, це може мати загальний ефект зменшення податкових надходжень, викликаючи потік капіталу або створивши такі високі вимоги, що громадяни стримуватимуться від заробляння грошей, які оподатковуються. (Див. крива лаффера).[джерело?]
Процес розробки політики теоретично включає спроби оцінити, стільки зон потенційного впливу політики, скільки можливо, щоб зменшити ймовірність того, що ця політика буде мати непередбачені або неочікувані наслідки. [джерело?]

## Політичний цикл
У політичній науці, політичний цикл є інструментом, використовуваним для аналізу розробки політики (або її об'єкту). Він також може згадуватися як «підхід планування», «евристики кроків» або «підхід етапів». Таким чином, це правило не є фактичною реальністю створення політики, але воно впливає на те, як політологи розглядають  політику в цілому. Він був розроблений, як теорія в роботі Гарольда Лассуэлла.
Згідно з однією версією Джеймса Е. Андерсона, описаною в його праці «Публічна політика» (1974), він складається з наступних етапів:
1. Налаштування порядку денного (ідентифікація проблеми) — визнання певного предмета як проблеми, що вимагає подальшої уваги уряду.
2. Політика формулювання — включає вивчення варіантів чи альтернативних способів дій, доступних для вирішення проблеми (оцінка, діалог, формулювання та консолідація).
3. Прийняття рішень — уряд вирішує щодо кінцевого курсу дій, незалежно від того, чи він зберігає або змінює статус кво політики (Рішення може бути «позитивним», «негативним» або «бездіяльністю»).
4. Впровадження — остаточне рішення, прийняте раніше, яке буде втілено в життя.
5. Оцінка — оцінює ефективність державної політики з точки зору її сприйманих намірів та результатів. Політичні актори намагаються визначити, чи є успішним чи невдалим хід дій, вивчаючи його вплив та результати.

Восьмиступеневий цикл політики детально розроблений в «Австралійському Посібнику з політики» Пітера Брідгмана та Гліна Девіса: (тепер з Катериною Альтхаусом у 4-му та 5-му виданнях)
1. Ідентифікація проблеми
2. Аналіз політики
3. Консультація (яка пронизує весь процес)
4. Розробка інструментів політики
5. Створення координації та коаліцій
6. Дизайн програми: прийняття рішень
7. Реалізація політики
8. Оцінка політики

Модель Альтхаус, Брідгмана та Девіса — евристична та ітеративна. Вона є навмисно нормативною і не призначеною для діагностики та прогнозування. Політичні цикли, як правило, характеризуються як прийняття класичного підходу, і, як правило, характеризують процеси з точки зору політики прийняття рішень. Відповідно, деякі постпозитивістські вчені кидають виклик циклічним моделям як невідповідним та нереалістичним, вважаючи кращими систематичні та більш складні моделі. Такі моделі розглядають більш широкий спектр дійових осіб, що беруть участь у політичному просторі, включаючи організації громадянського суспільства, засоби масової інформації, інтелектуалів, аналітичні центри або науково-дослідні інститути, корпорації, лобістів тощо.[прояснити][прояснити]

## Зміст
Політика, як правило, оприлюднюється через офіційні письмові документи. Політичні документи часто надходять із схваленням або підписом органів виконавчих повноважень в межах організації, щоб легітимізувати політику та продемонструвати, що вона вважається чинною. Такі документи часто мають стандартні формати, характерні для організації, яка видає політику. Хоча такі формати відрізняються за формою, політичні документи зазвичай містять певні стандартні компоненти, зокрема:
- Заяву про ціль, в якій пояснюється, чому організація розробляє політику, і яка її бажана дія чи результат політики.
- Застосованість та опис дії, що описують, на які дії політика впливає, і які дії впливають на політику. Придатність і масштаби можуть явно виключати певних людей, організацій чи дій з вимог політики. Застосовність та обсяг застосування використовуються для того, щоб зосередити політику лише на бажаних цілях та уникати непередбачених наслідків, де це можливо..
- Ефективні дані, які вказують, коли політика набере чинності. Зворотні політики рідкісні, але їх можна знайти.
- Розподіл відповідальності, в якому вказують, які партії та організації несуть відповідальність за проведення індивідуальних політичних заяв. Багато політик може вимагати встановлення деяких поточних функцій чи дій. Наприклад, закупівельна політика може вказувати, що для закупівельних запитів буде створено бюро закупівель і що цей офіс буде відповідати за поточні дії. Обов'язки часто включають визначення всіх відповідних органів нагляду та / або структур управління.
- Політичні заяви із зазначенням конкретних правил, вимог або змін організаційної поведінки, які створює політика. Політичні заяви дуже різняться залежно від організацій та намірів, і можуть займати майже будь-яку форму.

Деякі правила можуть містити додаткові розділи, в тому числі:
- Довідкова інформація, яка вказує на будь-які причини, історію, етичні висловлювання та / або наміри, які призвели до створення політики, яка може бути зазначена як мотиваційні фактори. Ця інформація часто є досить цінною, коли політика повинна бути оцінена або використана в неоднозначних ситуаціях, так як намір закону може бути корисним для суду при вирішенні справи, яка передбачає цей закон.
- Визначення, що передбачають чіткі та однозначні визначення термінів і понять, що містяться в документі про політику.
[джерело?]

## Типології
Американський політолог Теодор Дж. Лоуі запропонував чотири типи політики, а саме дистрибутивний, перерозподіл, регуляторний та складовий у своїй статті «Чотири системи політики, політики та вибору» та «Американський бізнес, державна політика, практичні приклади та політична теорія» . Політика визначає наміри будь-якої організації, будь то державна, підприємницька, професійна або добровільна. Політика має на меті впливати на «реальний» світ шляхом направлення прийнятих рішень. Чи формально вони написані чи ні, більшість організацій визначають свою політику.
Політики можуть бути класифіковані різними способами. Нижче наведено зразок кількох різних типів політик, розбитих за їх впливом на членів організації.[джерело?]

### Політика розподілу
Розподільна політика розповсюджує товари та послуги членам організації, а також розподіляє витрати на товари / послуги серед членів організації. Приклади включають державну політику, яка впливає на витрати на благополуччя, державну освіту, магістралі та громадську безпеку, або план пільг професійної організації.[джерело?]

### Політика регулювання
Регуляторна політика чи мандати обмежують дискрекцію окремих осіб та агентств або іншим чином примушують певні види поведінки. Як правило, ця політика найкраще застосовується тоді, коли добру поведінку можна легко визначити, а погану поведінку легко регулювати і покарати за допомогою штрафів або санкцій. Прикладом досить успішної державної регуляторної політики є обмеження швидкості руху на шосе.[джерело?]

### Установча політика
Установча політика створює органи виконавчої влади або займається законами. Установча політика також стосується податкової політики.[джерело?]

### Перерозподільна політика
Політика динамічна; вона є не просто статичним списком цілей або законів. Бланки політики повинні бути реалізовані і часто з несподіваними результатами. Соціальна політика — це те, що відбувається «на місці», коли вона реалізується, а також на неї впливає те, що відбувається на процесі прийняття рішень чи на законодавчому рівні.[джерело?]
Коли використовується термін «політика», це також може стосуватися:[джерело?]
- Офіційна державна політика (законодавство або директиви, що визначають, як слід ввести в дію закони)
- Широкі ідеї та цілі в політичних маніфестах та брошурах
- Політика компанії чи організації на певну тему. Наприклад, політика рівних можливостей компанії показує, що компанія прагне однаково ставитися до всіх своїх співробітників.

Дії, які фактично вживає організація, можуть суттєво відрізнятися від заявленої політики. Ця різниця іноді зумовлена політичним компромісом щодо політики, тоді як в інших ситуаціях вона виникає через брак реалізації та вкладу в політику. Реалізація політики може мати несподівані результати, пов'язані з політикою, охоплення якої поширюється далі, ніж проблема, яку вона спочатку мала на меті вирішити. Крім того, непередбачувані результати можуть виникати через вибіркове або ідіосинкратичне виконання політики.[джерело?]
Види політичного аналізу включають:
- Причинно-наслідковий
- Детерміністичні (стохастичні, рандомізовані, а іноді і недетерміновані)
- Індекс
- Безпам'ятна (наприклад, нестаціонарна)
- Оппортуністичний (або неповоротний)
- Стаціонарні (відповідно нестаціонарні)

Ці кваліфікатори можуть бути об'єднані, тому можна, наприклад, мати стаціонарну політику індексів без пам'яті.

## Конкретні види політики
- Інформативна політика
- Політика людських ресурсів
- Політика приватності
- Публічна політика
- Політика захисту
- Домашня політика
- Економічна політика
- Освітня політика
- Енергетична політика
- Екологічна олітика
- Міжнародна політика
- Політика щодо лісів (США)
- Медична політика
- Політика нерухомості
- Інформаційна політика
- Політика макроекономіки
- Валютна політика
- Планування
- Контроль кількості населення
- Наукова політика
- Політика безпеки
- Соціальна політика
- Міська політикак
- Політика транспортування
- Політика водних ресурсів

## Інші значення терміна
- У корпоративній архітектурі для системного проектування політика є механізмом технічного контролю та реєстрації, що забезпечує виконання або узгодження правил політики (системного використання) та забезпечення відповідальності в інформаційних системах.
- У страхуванні політика — це договори між страховиком та страхувальником, що використовуються для відшкодування (захисту) від потенційної втрати від зазначених небезпек. Хоча ці документи називаються політикою, вони насправді є формою договору.
- У азартних іграх, політика є формою несанкціонованої лотереї, в якій гравці намагаються придбати страхування за обраним номером, який підбирається законною лотереєю. Або можна посилатися на звичайну гру чисел.
- У плануванні та зміцненні штучного інтелекту за допомогою навчання, політика передбачає непусте обговорення (послідовність дій), що дає бажану послідовність станів.
- Під час дебатів термін «політика» — це сленг для обговорення політики чи перехресного огляду.

## Notes and references
1. ↑  Лекція № 3. sbc.ptngu.com. Процитовано 26 лютого 2025.